# Siège de Ti Bwar
Guerre civile de 2021-2023 en Birmanie
Batailles
- Conflit armé birman
- Coup d'État de 2021 en Birmanie
- Manifestations de 2021-2022 en Birmanie
  - Mort de Mya Thwe Thwe Khine (en)
  - Mort de Kyal Sin (en)

Théâtres :
- Chin (en)
- Zone sèche (en)
- État de Rakhine (en)

Violences et affrontements précoces :
- Tentative d'assassinat de Bai Yingneng (en)
- Hlaingthaya
- Alaw Bum
- Kalay
- Thapyayaye
- Taze (en)
- Pégou
- Naungmon (en)
- Thaw Le Hta
- Mindat (en)
- Muse (en)
- Mandalay (en)
- Myin Thar (en)
- Myawaddy (en)
- Tabayin (en)
- 1re Demoso
- 1re Loikaw (en)

Campagne de 2021-2022 :
- Kachinthay (en)
- Lay Kay Kaw (en)
- Hnan Khar (en)
- Mo So
- Chindwin (en)
- 2e Demoso (en)
- 2e Loikaw (en)
- Thantlang
- Mon Taing Pin (en)
- Pekon (en)
- Let Yet Kone
- Khin-U (en)
- Assassinat de Ohn Thwin
- Kawkareik
- Meurtre de Saw Tun Moe (en)
- Hpakant
- Ti Bwar

Campagne de 2023-2024 :
- Tar Taing
- Pazigyi
- Pinlaung (en)
- Mese (en)
- Shwe Kokko
- Kanaung
- Laiza
- Taungthaman (en)
- 1027
  - Chinshwehaw (en)
  - Namhsan (en)
  - Laukkai
  - Kaladan
  - Lashio
- 3e Loikaw (en)
  - 1107
- Kyindwe (en)
- Kachin (en)
  - Bhamo (en)
- Myawaddy
- Rakhine
  - Buthidaung (en)
  - Byian Phyu
  - Ann
- Confrérie Chin (en)
- Assassinat d'Ashin Munindabhivamsa (en)
- Budalin
- Myingyan (en)
- Bhamo (en)
- Ngape (en)

Le siège de Ti Bwar est une opération militaire d'un an du conflit en cours en Birmanie menée par les forces du Chinland contre un avant-poste de la junte à Ti Bwar.

## Siège
Le 15 novembre 2022, les forces chins lancent un assaut contre un camp de la junte à Ti Bwar en utilisant plusieurs drones pour larguer plus de 300 bombes sur l'avant-poste. Le premier jour, quatre chasseurs à réaction larguent des bombes sur les insurgés matin et soir. Huit soldats seraient tués et deux insurgés blessés. Le deuxième jour, au moins cinq soldats birmans seraient tués alors que les MI-35 de la junte attaquent les forces insurgées pendant 20 minutes. Le 17 novembre, la force de défense Mountain Eagle largue des bombes sur l'avant-poste, tuant six soldats et en blessant de nombreux autres, et un insurgé est blessé. Le 18 novembre, quatre soldats seraient tués et un combattant de la force de défense nationale Chin est blessé. Le 19 novembre, les forces de la junte installent un dispositif de brouillage de drones empêchant les insurgés de mener de nouvelles attaques. Le 20 novembre, les insurgés chins affirment avoir tué au moins cinq soldats après leur avoir tendu une embuscade dans le village de Bualte vers 17 h 0. En représailles, les soldats incendient les maisons du village.
Les forces chins affirment que sur 34 soldats présents à l'avant-poste, 25 sont tués et de nombreux autres blessés. Quatre drones sont perdus lors de l'attaque, mais les forces chins ne peuvent pas s'emparer de l'avant-poste en raison des frappes aériennes.
Dans la nuit du 14 novembre 2023, les forces chins prennent de nouveau d'assaut le camp. Le 15 novembre, à 5 h 0 du matin, ils réussissent à l'envahir, à l'incendier et à capturer une quantité substantielle d'armes et de munitions. 29 soldats stationnés là-bas fuient vers l'Inde. Ils sont rapatriés en Birmanie quelques jours plus tard.